# Zuster Maria-Jozefa
Zuster Marie-Jozefa, geboren als Henriette Haeck (Turnhout, 30 september 1883 - Maarssen, 30 juni 1961), was een Belgisch kloosterzuster, pedagoge en dichteres. Realiseerde als directrice van het Heilig Grafinstituut te Turnhout tussen 1906 tot 1911 de vernederlandsing van het middelbaar onderwijs in de middelbare school door de Franstalige handboeken eigenhandig te vertalen. Destijds een primeur in Vlaanderen.

## Familie
Henriëtte Haeck was de oudste dochter van Pieter Haeck, leraar aan de Rijksmiddelbare jongensschool in Turnhout, en Helena Lambrechts. Haar broer Herman Haeck (1888-1960) werd jezuïet en directeur van het internationaal persagentschap 'Fides' in Rome. Hij was ook auteur van humoristische verhalen. Haar zus Virginia (overleden in 1954) werd zoals zij kanunnikes van het Heilig-Graf. Ze was miniaturiste en kopiiste van oude meesterwerken. Ze eindigde als priorin van de Sint-Trudoabdij in Brugge en Male.

## Levensloop

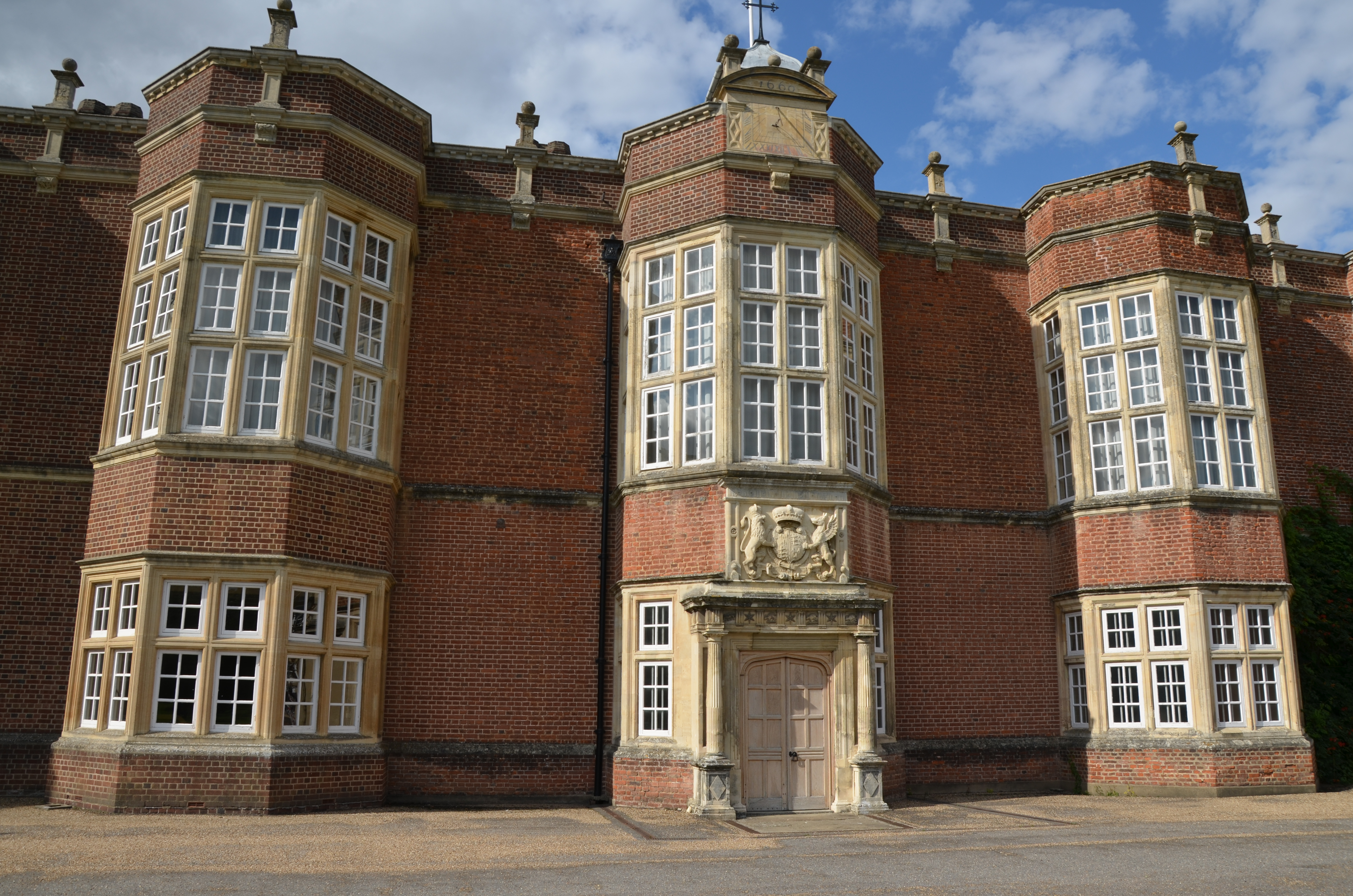
New Hall School in Chelmsford gesticht door de Kanunnikessen van het Heilig Graf

In 1901 ingetreden bij de Reguliere Kanunnikessen van het Heilig Graf behaalde Henriëtte Haeck in 1904 in de Normaalschool van de Ursulinen in Onze-Lieve-Vrouw-Waver het diploma van regentes en legde in 1905 haar eeuwige geloften af. Al een jaar later zou ze op de leeftijd van 23 jaar directrice worden van de middelbare school in Turnhout. Tijdens haar tijd als directrice behaalde ze in 1909 tijdens verschillende verblijven in zusterpriorij New Hall (Chelmsford) het 'Senior Certificate' bij de universiteit van Oxford.
Van 1906 tot 1927 was ze directeur van de school die de kloosterorde in Turnhout openhield. Onder haar impuls werden, als een van de eerste in Vlaanderen, de lagere afdeling en vervolgens de middelbare klassen volledig vernederlandst. Zij zorgde zelf voor de vertaling van de handboeken naar het Nederlands. Vanaf 1911 had het Heilig-Graf van Turnhout ook de eerste volledig Nederlandstalige normaalschool voor meisjes. De steun van de Antwerpse groep rond Frans Van Cauwelaert en Alfons Van de Perre voor het project heeft een cruciale rol gespeeld. In Antwerpen werd in oktober van hetzelfde jaar onderimpuls van Lieven Gevaert en Maria Belpaire met een gelijkaardig initiatief gestart, de Sint-Lutgardisschool.
Het doel dat hierbij voor ogen stond was vooral om door kwaliteitsverbetering de emancipatie van de vrouw te ondersteunen. Maria-Jozefa vond hiervoor inspiratie bij Hilda Ram en Marie-Elisabeth Belpaire. Het instituut verkreeg door zijn betrokkenheid bij de vernederlandsing en bij de vrouwenemancipatie ruime bekendheid in de wereld van kunst en cultuur. Er waren relaties met onder meer Stijn Streuvels, Bert Peleman, Arthur Meulemans, Albe, Pieter van der Meer de Walcheren, Alfons Van de Perre, Frans Van Cauwelaert, August Van Cauwelaert.
Ze nam ook het initiatief tot de oprichting van De Lelie (1909-1914), een katholiek tijdschrift dat zich richtte tot de dames van de burgerij in Noord- en Zuid-Nederland. Dit leverde haar contacten op met Jozef Simons, Ernest Claes, René De Clercq, Lodewijk De Vocht, August De Boeck, architect Flor Van Reeth, Gustave van de Woestyne. Verder schreef ze literaire bijdragen in Dietsche Warande en Belfort, in Gudrun, tijdschrift van de Vlaamse meisjesbeweging en - wat betreft haar pedagogische inzichten - bijdragen in  het Vlaamsch Opvoedkundig Tijdschrift. Ze publiceerde ook haar visies in haar boek:
- Rijker licht en vaster gronden (1926), in de reeks 'Pedagogische Studies', geleid door Alberic Decoene.

In 1927 verliet ze België toen ze tot priorin werd benoemd van het Heilig-Grafklooster in de Heilig Land Stichting bij Nijmegen, waar bijbelcursussen werden gegeven. Ze stichtte in 1933 het meisjesinstituut Maria Immaculata, dat, na omzwervingen tijdens de oorlogsjaren, in 1946 het Hoger instituut voor meisjesonderwijs (met als model de Hogeschool voor Vrouwen in Antwerpen) werd en zich in 1957, bij het Heilig-Grafklooster vestigde op het landgoed Doornburgh in Maarssen.
In 1952 nam ze mee het initiatief van samensmelting van haar congregatie met de Sint-Trudoabdij in Brugge, die de Sint-Trudoabdij in Male werd. In 1954 nam ze ontslag uit haar verantwoordelijke functies en besteedde haar laatste levensjaren aan gebed en poëzie.

## Liturgie
Haar kloosternaam kreeg algemene bekendheid, doordat ze die als auteursnaam gebruikte voor de door haar gepubliceerde werken. Zuster Maria-Jozefa was actief in de liturgische beweging die als doel had de liturgie dichter bij het volk te brengen, door het gebruik van het Nederlands. Ze werkte mee aan het vernederlandsen van hymnen en psalmen. Samen met enkele medezusters werkte ze mee aan het uitgeven van De Romeinsche Brevier in vier delen en van het Latijnsch Nederlandsch ordinarium en psalterium. De samenwerking werd hecht zowel met de Abdij van Averbode als met de Sint-Pietersabdij van Steenbrugge.
Zelf schreef ze:
- Liturgie en zielsverfijning, 1930
- Credo, 1934
- Christelijke doxologie, 1934
- Het pater noster, 1936
- De gang door het kerkelijk jaar, 1937

## Poëzie
Maria-Jozefa was zeer aanwezig in de religieuze poëzie van haar tijd. Van haar verschenen:
- Lichtsonnetten, Erasmus, Gent, 1923
- Seizoenenzang, Averbode, 1927
- Gezellekrans, Leeslust, Antwerpen, 1930
- Mariakransje, 1935
- Morgenwijding en avondgebed, spreekkoor op muziek van Remi Ghesquiere, Averbode, 1937
- Goudregen, Brugge, 1953, retrospectieve dichtbundel bij haar zeventigste verjaardag.